# Сан Филипо-Батендијери (Козенца)
Сан Филипо-Батендијери је насеље у Италији у округу Козенца, региону Калабрија.
Према процени из 2011. у насељу је живело 750 становника. Насеље се налази на надморској висини од 395 м.